# Borg á Mýrum
Borg é uma localidade na Islândia. Em 2018 tinha uma população de cerca de 112 habitantes.